# Dipterocarpus concavus
Dipterocarpus concavus är en tvåhjärtbladig växtart som beskrevs av Foxworthy.. Dipterocarpus concavus ingår i släktet Dipterocarpus och familjen Dipterocarpaceae. Inga underarter finns listade i Catalogue of Life.